# Zombi!!!
Zombi!!! (Zombies!!!) è un gioco da tavolo di strategia in cui prendono parte da 2 a 6 giocatori. Ha vinto l'Origins Award 2001 come Best Graphic Presentation of a Board Game e l'espansione Zombi!!! 3: Centro Commerciale ha vinto l'Origins Award 2003 come Best Board Game Expansion. L'edizione italiana è stata pubblicata da Raven Distribution e Freak & Chic.

## Il gioco
Il tabellone è una città, infestata di zombi ed assemblata dai giocatori durante lo svolgersi del gioco. Il gioco comincia con il tassello Centro Città a faccia in su, gli altri 28 tasselli mischiati in una pila ed il tassello dell'Eliporto al di sotto. Le miniature dei giocatori (rappresentanti degli uomini armati con un fucile) sono posizionate su una delle caselle del tassello iniziale (ogni tassello è suddiviso in una griglia di 3x3 caselle) ed ognuno riceve tre segnalini vita e tre proiettili.
In ogni turno, il giocatore pesca il primo tassello della pila e lo posiziona a fianco di uno di quelli già estratti in modo che le strade siano collegate con le strade, e così via. La maggior parte dei tasselli raffigura strade ed incroci, mentre alcuni contengono luoghi specifici della cittadina, come la Stazione dei Pompieri o l'Ospedale. Quando un tassello è sistemato, il giocatore deve aggiungervi due o più zombi; se è un luogo dal nome particolare, potrebbe contenere segnalini addizionali.
Se il giocatore condivide la casella con uno zombi, deve tentare di distruggerlo. Altrimenti, pesca fino a tre carte evento, che può utilizzare per modificare le regole del gioco. Il giocatore può usare solo una di queste carte per turno.
Successivamente, il giocatore lancia un dado a sei facce per determinare il movimento della sua pedina. Può utilizzare tutta, alcuna o nessuna parte di questo movimento, a sua discrezione. Se il giocatore muove su una casella contenente uno zombi, deve tentare di ucciderlo lanciando un dado ed ottenendo 4 o più. Se non ottiene il minimo necessario, può aumentare il suo lancio usando i segnalini proiettile o perdere un segnalino vita e provare di nuovo l'assalto allo zombi. Il processo continua finché uno tra il giocatore e lo zombi muore. Se lo zombi viene ucciso, il giocatore ne conserva la miniatura per dimostrare chi lo ha ucciso; se il giocatore viene ucciso, "ricompare" nel centro cittadino con tre segnalini vita e tre proiettili, ma termina il suo movimento. Se una casella è libera da zombi e contiene un segnalino, un giocatore può impossessarsene, sebbene un giocatore possa raggiungere un massimo di cinque segnalini vita.
Una volta terminato il suo movimento, il giocatore lancia un dado a sei facce per determinare il numero di zombi che muoverà. Ogni zombi può muovere di una sola casella.
In ultimo, il giocatore può scartare una carta evento. Dal momento che ogni giocatore ne può scartare una ed utilizzarne un'altra per turno, un giocatore dovrebbe sempre avere almeno una carta evento.
Il gioco termina quando per primo un giocatore uccide 25 zombi o raggiunge il centro del tassello Eliporto libero da zombi.

## Sviluppi
Zombi!!! è un omaggio alla filmografia zombi, in particolare quella riguardante George Romero e Sam Raimi. Il movimento lento e dinoccolato degli zombi li rende deboli se presi individualmente, ma (come nei film) la loro forza è nel numero.
Un giocatore deve decidere se evitare il combattimento ed affidarlo agli altri giocatori, o se assalire gli zombi e collezionare gli oggetti forniti dal tabellone e dalle carte evento.
Le carte evento e la fase di movimento degli zombi permettono di intralciare il progresso degli altri giocatori, ma c'è anche opportunità per la diplomazia.
Il gioco può durare anche tre ore, motivo di reclamo per parte della critica; per partite più rapide, gli editori suggeriscono di mischiare il tassello Eliporto insieme con gli altri.

## Espansioni
La Raven Distribution edizioni ha pubblicato l'edizione italiana delle prime quattro espansioni.
- Zombi!!! 2: Corp(i) (Zombies!!! 2: Zombie Corps(e), 2002): questa espansione aggiunge una base militare con 15 nuovi tasselli e 30 carte evento, così come miniature fosforescenti di "super zombi" che muovono ad una velocità doppia e richiedono un 5 od un 6 per essere uccisi. Una seconda edizione è stata pubblicata nel 2007.
- Zombi!!! 3: Centro Commerciale (Zombies!!! 3: Mall Walkers) : questa espansione aggiunge un centro commerciale contenente 16 nuovi tasselli e 32 carte evento, così come regole per le condutture dell'aria all'interno del centro. Una seconda edizione è stata pubblicata nel 2007.
- Zombi!!! 3.5 - Non ancora morto! (Zombies!!! 3.5: Not Dead Yet, 2003): un'espansione composta da sole carte evento. Contiene 50 nuove carte evento e regole per costruire nuovi mazzi.
- Zombies!!! 4: La Fine: prevede una larga foresta in cui avventurarsi. Include 30 nuovi tasselli, 50 carte evento, 100 zombi-cane, 6 miniature umane e segnalini vita e proiettili. Una seconda edizione è stata pubblicata nel 2008.
- Zombies!!! 5: School's Out Forever! (2006): questa espansione aggiunge una scuola contenente 16 nuovi tasselli, 32 carte evento e 72 segnalini Fegato. Una seconda edizione è stata pubblicata nel 2009.
- Zombies!!! 6: Six Feet Under (2007): questa espansione porta i giocatori in fognature e passaggi metropolitani. Offre 16 nuovi tasselli, 32 carte evento, 24 segnalini fognatura e nuove regole fognatura applicabili in ogni espansione. Al contrario delle altre espansioni, questi tasselli sono mischiati nel mazzo principale.
- Zombies!!! 6.66: Fill in the ____ (2007): I giocatori possono creare i propri tasselli e carte evento attraverso i template offerti.
- Zombies!!! 7: Send in the Clowns (2008): I giocatori dovranno affrontare gli zombi-clown. Contiene 15 nuovi tasselli, 32 carte evento e 25 zombi-clown; è una delle due espansioni che prevede la possibilità di cominciare il gioco in luoghi diversi dal Centro Città.
- Zombies!!! 8: Jailbreak (2009): ambientata in un penitenziario. Aggiunge 16 nuovi tasselli, 32 carte evento e la regola "Schivare"; è una delle due espansioni che prevede la possibilità di cominciare il gioco in luoghi diversi dal Centro Città.
- Zombies!!! 9: Ashes to Ashes (2010): consente di esplorare il cimitero locale e vedere se è possibile fermare la fonte del flagello zombie. Contiene 16 nuovi tasselli, 32 nuove carte evento ed il nuovo tipo di carta "Automatica" oltre a 25 zombie Bambini.
- Zombies!!! Promo Cards (2011): un'espansione che aggiunge 6 nuove carte al mazzo eventi, create per celebrare il 10º anniversario di Zombies!!!
- Zombies!!! X: Feeding the Addiction (2011): questa espansione aggiunge: 15 tessere mappa, 30 carte evento e 6 copie delle carte "Abitudine"
- Zombies!!! 11: Death Inc. (2012): questa espansione è ambientata in un ufficio. Contiene 26 tessere mappa, 30 Carte evento, 8 "Pulling Strings" Cards, 6 nuovi pedoni, 8 segnalini direttore, 1 Zombie CEO (ZCEO) e 100 Lavoratori d'ufficio zombie.
- Zombies!!! 12: Zombies Zoo (2013): questa espansione aggiunge sei nuovi tipi di zombie: leoni, tigri, orsi polari, iene, scimmie e gorilla. Contiene inoltre: 14 nuove tessere mappa, 30 nuove carte evento, segnalini di blocco e 90 nuovi Zombie Animali.
- Zombies!!! Deadtime Stories (2014): una raccolta di scenari trama per Zombies!!!. I giocatori possono assumere ruoli specifici, ognuno con le proprie peculiarità e abilità speciali, e si sforzano di realizzare cose oltre alla semplice azione di uscire dalla zona. Essi acquisiscono esperienza nel tempo, crescendo come eroi del mondo post-umano.

## Seconda edizione
Il set base di Zombi!!! e le espansioni 2, 3, 4 e 5 sono state ripubblicate come seconde edizioni. Cambiamenti tipici sono miglioramenti grafici e nel testo sia per quanto riguarda i tasselli, che le carte evento che le regole. Il set base ha subito la revisione più drastica per cui gli è stato sottotitolato "Director's Cut" sulla copertina.

## Videogioco
Twilight Creations pubblicherà un videogioco basato sul gioco da tavola; il gioco sarà sviluppato da Big Rooster e pubblicato su Xbox 360, PlayStation 3 e Microsoft Windows..